# Bu-Tata
Bu-Tata, era il nome che gli spagnoli diedero ad un regno (1478-1505) situato nella zona sud dell'attuale Marocco che venne creato con la scomparsa del Merinidi e finì sotto l'orbita della Spagna.. Il territorio del regno era segnato a nord dal Wad Messa e Wadi Draa a sud.
Capitale: Tagaos